# Вічний мир (1686)
Вічний мир (пол. Pokój wieczysty, лит. Amžinoji taika), Мир Гжимултовського (пол. pokój Grzymułtowskiego), Трактат про вічний мир — мирний договір між Річчю Посполитою і Московським царством, підписаний 6 травня 1686 р. у Москві про розділ Гетьманщини. В переговорах, які тривали сім тижнів, зі сторони Речі Посполитої брали участь посли Кшиштоф Ґжимултовський і Марціан Огінський, з московської — канцлер і начальник Посольського приказу князь Василій Голіцин. Текст договору складався з преамбули та 33 статей. Договір було укладено на основі Андрусівського перемир'я (1667).

## Передумови
Оскільки османські набіги загрожували не тільки Московському царству, а й іншим державам Європи, Габсбурзька імперія, Річ Посполита та Венеція створили «Священну лігу», війська якої у битві під Віднем у 1683 р. розгромили велику османсько-татарську армію. Внаслідок цієї перемоги Річ Посполита відновила свою владу над більшою частиною Правобережної України і стала шукати шляхи до укладення з Московським царством тривалого миру замість тимчасового Андрусівського миру.

## Умови договору
- Річ Посполита визнавала за Московським царством Лівобережну Україну, Київ, Запорожжя, Чернігово-Сіверську землю з Черніговом і Стародубом та Смоленськ.
- Річ Посполита отримувала 146 тис. рублів компенсації за відмову від претензій на Київ (купівля Києва)
- Північна Київщина, Волинь і Галичина відходили до Речі Посполитої.
- Південна Київщина й Брацлавщина від містечка Стайок по річку Тясмин, де лежали міста Ржищів, Трахтемирів, Канів, Черкаси, Чигирин та інші, дуже спустошена османсько-татарськими та московськими нападами, мала стати «пусткою», нейтральною територією між Московією і Річчю Посполитою.
- Уряд Речі Посполитої обіцяв надати православним свободу віросповідання, а московський уряд обіцяв їх захищати.
- Поділля залишалося під владою Османської імперії (в 1699 було приєднано до Речі Посполитої).

Московське царство анулювало попередні договори з Османською імперією та Кримським ханством і вступило до антиосманської Священної ліги, а також зобов'язувалось організувати воєнний похід проти Кримського ханства (Кримські походи 1687 і 1689).
Хоча умови Вічного миру набували чинності відразу після підписання договору, польський сейм ратифікував його тільки в 1710. Вічний мир остаточно затвердив насильницький поділ українських земель між двома державами, що значно ускладнювало і послаблювало національно-визвольний рух в Україні.